# ديفيد دبليو. لويس
ديفيد دبليو. لويس (بالإنجليزية: David W. Lewis)‏ هو محامي وسياسي أمريكي، ولد في 24 أكتوبر 1815 في مقاطعة لومبكن في الولايات المتحدة، وتوفي في 12 ديسمبر 1885 في غينسفيل في الولايات المتحدة. انتخب عضو مجلس نواب جورجيا.